# Eupatorium hammatocladum
Eupatorium hammatocladum là một loài thực vật có hoa trong họ Cúc. Loài này được Britton & B.L.Rob. mô tả khoa học đầu tiên năm 1918.